# Jüdischer Friedhof Nordstetten
Der Jüdische Friedhof Nordstetten in Nordstetten, einem Stadtteil von Horb am Neckar im Landkreis Freudenstadt im nördlichen Baden-Württemberg, ist ein geschütztes Kulturdenkmal.

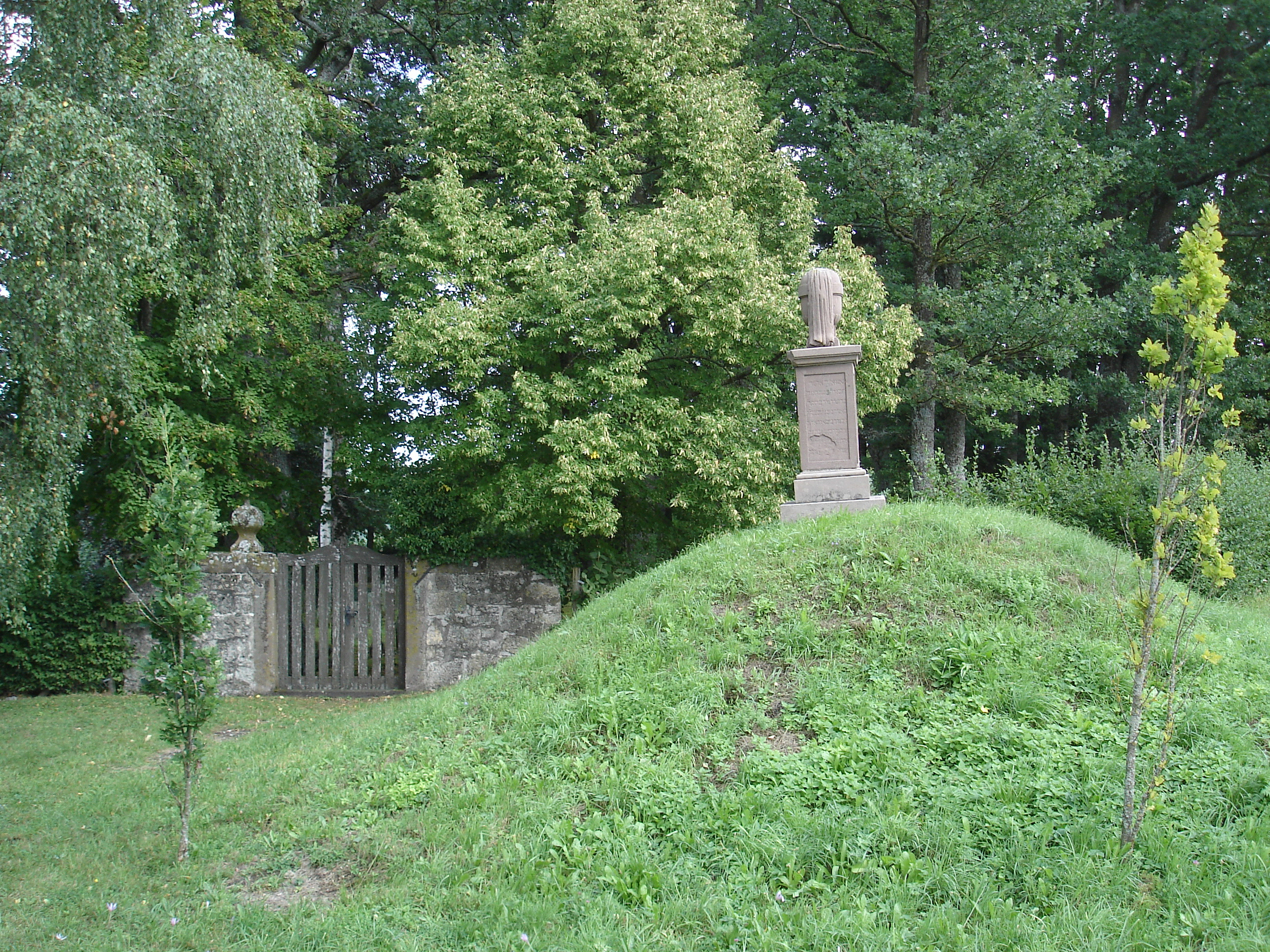
Eingang zum Friedhof

Die jüdische Gemeinde Nordstetten hatte ihre Toten bis 1791 auf dem jüdischen Friedhof Mühringen beigesetzt. 1791 wurde ein eigener jüdischer Friedhof auf einem Hügel in Richtung Dettensee angelegt, der 20,01 Ar groß ist. Heute sind noch 299 Grabsteine vorhanden und die letzte Beisetzung fand 1938 statt.
Das Grab des im 19. Jahrhundert sehr viel gelesenen Schriftstellers Berthold Auerbach (1812–1882), der in Nordstetten geboren wurde, befindet sich auf diesem jüdischen Friedhof.